# Ronald Worm
Ronald Worm est un footballeur allemand né le 7 octobre 1953 à Duisbourg.

## Carrière
- 1971-1979 : MSV Duisbourg  Allemagne
- 1979-1985 : Eintracht Braunschweig  Allemagne